# 東昌道
東昌道（とうしょう-どう）は中華民国北京政府により設置された山東省の道。

## 沿革
1915年（民国4年）10月に設置、道尹は聊城県に設置され、下部に聊城、堂邑、博平、茌平、清平、莘県、冠県、館陶、高唐、邱県、陽穀、寿張の12県を管轄した。1928年（民国17年）に廃止されている。

## 行政区画
廃止直前の下部行政区画は下記の通り。（50音順）
- 冠県
- 館陶県
- 邱県
- 高唐県
- 茌平県
- 寿張県
- 莘県
- 清平県
- 堂邑県
- 博平県
- 陽穀県
- 聊城県